# Милльем
Милльем, мильем (от фр. millième) — разменная денежная единица Египта (1/1000 египетского фунта), Ливии (1/1000 ливийского фунта) и Судана (1/1000 суданского фунта). Милльем равен 1/1000 базовой валюты страны.

## Египет

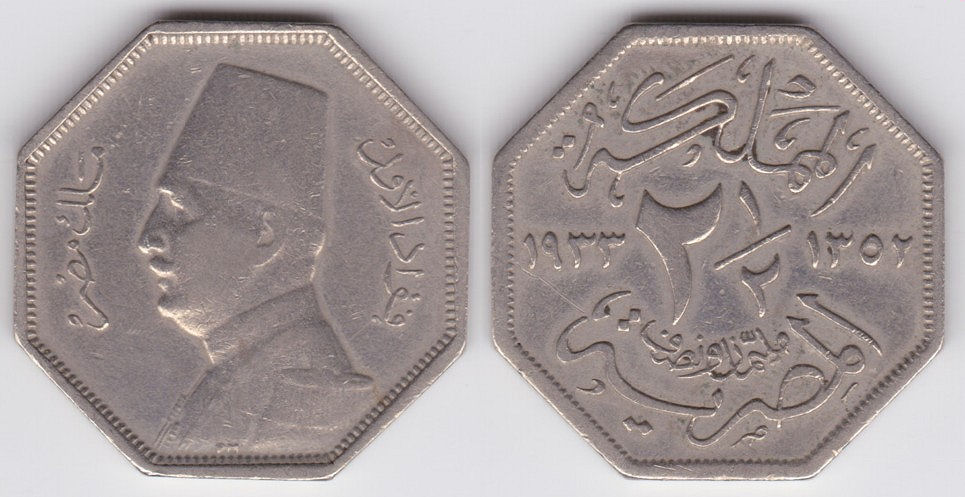
2,5 египетских милльема 1933 года

Чеканка монет в милльемах начата в 1916 году. Название денежной единицы на всех монетах указывалось на арабском языке (مليم), а в 1916—1917 годах — и на английском языке (millieme). Чеканились монеты в 1⁄2, 1, 2, 21⁄2, 5, 10, 20 милльемов. Чеканка монет в милльемах прекращена в 1980 году.

## Ливия
Монеты в милльемах чеканились в 1952—1965 годах. Выпускались монеты в 1, 2, 5, 10, 20, 50, 100 милльемов.

## Судан
Монеты в милльемах чеканились в 1956—1980 годах. Выпускались монеты в 1, 2, 5, 10 милльемов.